# سيف عثمان
سيفُ عُثمان (بالتركية العثمانية: تقليدي سيف)‏ (بالتركية: Osman'ın Kılıcı)‏ هو سيفُ أبِي المُلُوك السُّلطان الغازي عُثْمان بن أٌرْطُغْرُل مُؤَسِّس الدَّوْلة العُثْمَانِيٌّة.

## تاريخ
سيفُ عثمان هو سيفٌ قلَّده به معلِّمه شيخ الإسلام إده بالي ثم ورثه عنه ابنه أورخان ثُمَّ حفيده مراد الأول و توالى على تقليده السلاطين من بعده في رمزية إلى انتقال ملك عثمان من سلطان إلى سلطان آخر. وجرت العادة أن تُقام مراسيم حفل التتويج والتقليد بسيفِ عثمان في جامع أيوب سلطان بعد أسبوعين من اعتلاء السلاطين على عرش الدولة العثمانية.

## وصلات خارجية
- فيديو تتويج آخر سلاطين الدولة العثمانية